# Pharnaceum
- Commons
- Wikispecies

Pharnaceum L. é um género botânico pertencente à família Molluginaceae.

## Espécies
- Pharnaceum acidum
- Pharnaceum albens
- Pharnaceum album
- Pharnaceum alpinum
- Pharnaceum arenarium
- Pharnaceum aurantium
- Pharnaceum bellidifolium
- Pharnaceum berterianum
- Pharnaceum brevicaule
- Lista completa

## Classificação do gênero
| Sistema | Classificação                     | Referência               |
| ------- | --------------------------------- | ------------------------ |
| Linné   | Classe Pentandria, ordem Trigynia | Species plantarum (1753) |